# Ultimate FC
Der Ultimate Football Club ist ein Fußballverein aus Kuala Lumpur (Malaysia). Aktuell spielt die Fußballmannschaft in der dritthöchsten Liga des Landes, der Malaysia M3 League. 

## Stadion
Seine Heimspiele trägt der Verein im MMU Stadium in Cyberjaya aus. Das Stadion hat ein Fassungsvermögen von 1000 Personen.
Koordinaten: 2° 55′ 40,7″ N, 101° 38′ 39,1″ O

## Spieler
Stand: September 2020
| Nr. |           | Position | Name                    |
| --- | --------- | -------- | ----------------------- |
| 1   | Malaysia  | TW       | Noor Hafis Che Haron    |
| 2   | Malaysia  | AB       | Syazwan Rani            |
| 5   | Malaysia  | AB       | Munawwar Shavukath Ali  |
| 6   | Malaysia  | AB       | Suthan Moorthy          |
| 7   | Malaysia  | MF       | Naim Asraff Nordin      |
| 8   | Brasilien | MF       | Marcio Santos           |
| 10  | Malaysia  | MF       | Steven Raj Thingaleasan |
| 11  | Malaysia  | MF       | Lot Abu Hassan          |
| 12  | Malaysia  | AB       | Fazli Zulkifli          |
| 13  | Malaysia  | AB       | Isma Alif Mohd Salim    |
| 14  | Malaysia  | MF       | Amir Zikri              |
| 15  | Malaysia  | ST       | Hakim Zainal            |
| 16  | Malaysia  | MF       | Rizua Shafiqi           |

| Nr. |          | Position | Name                    |
| --- | -------- | -------- | ----------------------- |
| 17  | Malaysia | MF       | Thiban Raj Selvaraju    |
| 18  | Malaysia | MF       | Fadli Abdul Halim       |
| 19  | Malaysia | ST       | Fauzi Kadar             |
| 20  | Malaysia | MF       | Fadhil Azmi             |
| 21  | Malaysia | ST       | Nabilah Khan Razali     |
| 22  | Malaysia | MF       | Saiful Safaiz           |
| 23  | Malaysia | TW       | Firdaus Yusof           |
| 24  | Malaysia | AB       | Sugan Muthoo            |
| 26  | Malaysia | ST       | Puaneswaran Gunasekaran |
| 27  | Malaysia | AB       | Hariz Fazrin            |
| 28  | Malaysia | MF       | Badrul Hisyam Azmi      |
| 31  | Japan    | ST       | Reiya Konoshita         |
| 32  | Malaysia | MF       | Hamzah Ahmad            |

## Saisonplatzierung
| Saison | Līga               | Platz | FA Cup   |
| ------ | ------------------ | ----- | -------- |
| 2019   | Malaysia M3 League | 5.    | 2. Runde |
| 2020   | Malaysia M3 League |       |          |
| 2021   | Malaysia M3 League |       |          |

Die Saison 2020 wurde wegen der COVID-19-Pandemie abgebrochen.